# Cúp FA 2023–24
Cúp FA 2023–24 (tiếng Anh: 2023–24 FA Cup) là mùa giải thứ 143 của Cúp FA, giải đấu bóng đá lâu đời nhất thế giới. Giải đấu được tài trợ bởi Emirates và còn được gọi là Emirates FA Cup vì lý do tài trợ.
Trận chung kết của giải đấu diễn ra vào ngày 25 tháng 5 năm 2024 giữa đương kim vô địch Manchester City và đối thủ cùng thành phố Manchester United, lặp lại trận chung kết của mùa giải trước trong đó Manchester City thắng 2–1. Đây là trận chung kết đầu tiên có sự góp mặt của cùng các đội bóng trong những mùa giải liên tiếp kể từ mùa 1884–85. Manchester United đã đánh bại Manchester City với tỷ số giống như trận đấu của năm ngoái để giành chức vô địch thứ 13 của họ tại giải đấu này. Với tư cách là nhà vô địch, Manchester United giành quyền tham dự vòng đấu hạng UEFA Europa League 2024–25, cũng như giành quyền thi đấu với đội vô địch Ngoại hạng Anh 2023–24 là Manchester City trong trận Siêu cúp Anh 2024.
Đây là lần cuối cùng giải đấu có các trận đá lại ở các vòng đấu không phải là vòng loại, cũng là lần cuối cùng trận chung kết được tổ chức sau khi mùa giải Ngoại hạng Anh kết thúc. Những thay đổi này được thực hiện như một phần trong thỏa thuận sáu năm giữa Hiệp hội bóng đá Anh và Premier League do áp lực từ các giải đấu được mở rộng của UEFA lên lịch thi đấu trong nước, nhưng đã bị chỉ trích vì các trận đấu lại được coi là nguồn thu nhập quan trọng cho các câu lạc bộ ở các giải đấu thấp hơn.

## Các đội bóng
Cúp FA là một giải đấu loại trực tiếp với 124 đội tham dự ngay từ vòng đầu tiên, tất cả đều cố gắng lọt vào đến trận chung kết diễn ra tại sân vận động Wembley. Giải đấu bao gồm 92 đội từ hệ thống Football League (20 đội từ Premier League và tổng cộng 72 đội từ EFL Championship, EFL League One và EFL League Two) cùng với 32 đội còn sót lại trong tổng số 640 đội từ hệ thống National League tham dự giải từ vòng loại.
Tất cả các vòng đấu đều được bốc thăm ngẫu nhiên, thường là khi kết thúc trận đấu cuối cùng của vòng trước (không kể các trận đấu lại) hoặc vào buổi tối của trận đấu cuối cùng được truyền hình trực tiếp của một vòng đang diễn ra, tùy thuộc vào bản quyền phát sóng truyền hình.
Tổng quỹ thưởng cho giải đấu là 22.269.800 bảng Anh.
| Vòng      | Ngày chính          | Số trận đấu | Số đội còn lại | Số đội tham dự từ vòng này | Tiền thưởng cho đội thắng | Tiền thưởng cho đội thua | Hạng đấu tham dự từ vòng này                  |
| --------- | ------------------- | ----------- | -------------- | -------------------------- | ------------------------- | ------------------------ | --------------------------------------------- |
| Vòng 1    | 4 tháng 11 năm 2023 | 40          | 80 → 40        | 48                         | £41,000                   | Không                    | 24 đội EFL League One 24 đội EFL League Two   |
| Vòng 2    | 2 tháng 12 năm 2023 | 20          | 40 → 20        | Không                      | £67,000                   | Không                    | Không                                         |
| Vòng 3    | 6 tháng 1 năm 2024  | 32          | 64 → 32        | 44                         | £105,000                  | Không                    | 20 đội Ngoại hạng Anh 24 đội EFL Championship |
| Vòng 4    | 27 tháng 1 năm 2024 | 16          | 32 → 16        | Không                      | £120,000                  | Không                    | Không                                         |
| Vòng 5    | 28 tháng 2 năm 2024 | 8           | 16 → 8         | Không                      | £225,000                  | Không                    | Không                                         |
| Tứ kết    | 16 tháng 3 năm 2024 | 4           | 8 → 4          | Không                      | £450,000                  | Không                    | Không                                         |
| Bán kết   | 20 tháng 4 năm 2024 | 2           | 4 → 2          | Không                      | £1,000,000                | £500,000                 | Không                                         |
| Chung kết | 25 tháng 5 năm 2024 | 1           | 2 → 1          | Không                      | £2,000,000                | £1,000,000               | Không                                         |

## Vòng loại
Các đội bóng không phải là thành viên của Premier League hoặc English Football League sẽ thi đấu ở vòng loại để giành một trong 32 suất tham dự vòng đầu tiên. Quá trình vòng loại gồm sáu vòng, bắt đầu với vòng sơ loại bổ sung vào ngày 4 tháng 8 năm 2023.

## Vòng 1
Vòng đầu tiên bao gồm 32 đội giành chiến thắng từ vòng loại thứ tư cùng với 48 câu lạc bộ từ League One và League Two. Lễ bốc thăm cho vòng 1 được tổ chức vào ngày 15 tháng 10 năm 2023. Vòng đấu này bao gồm ba đội từ hạng tám, Cray Valley Paper Mills, Ramsgate và Sheppey United, những đội có thứ hạng thấp nhất còn lại trong giải đấu.
| Premier League | EFL Championship | EFL League One | EFL League Two | Non-League | Tổng cộng |
| -------------- | ---------------- | -------------- | -------------- | ---------- | --------- |
| 20 / 20        | 24 / 24          | 24 / 24        | 24 / 24        | 32 / 32    | 124 / 124 |

| 3 tháng 11 năm 2023 | Sheppey United (8)    | 1–4      | Walsall (4)                                                     | Minster                                                             |  |
| 19:45 GMT           | - Bessey-Saldanha 21' | Chi tiết | - James-Taylor 32' - Knowles 53' - Tierney 64' - Hutchinson 87' | Sân vận động: Holm Park Lượng khán giả: 1,450 Trọng tài: Tom Reeves |  |

| 3 tháng 11 năm 2023 | Barnsley (3)                                 | 3–3      | Horsham (7)                                        | Barnsley                                                         |  |
| 19:45 GMT           | - Watters 14' - Jaló 45+1' - De Gevigney 64' | Chi tiết | - Fenelon 22' - Hammond 38' (ph.đ.) - Richards 81' | Sân vận động: Oakwell Lượng khán giả: 4,463 Trọng tài: Ben Toner |  |

| 14 tháng 11 năm 2023 Đấu lại | Horsham (7) | 0–3      | Barnsley (3)                  | Horsham                                                                            |  |
| 19:30 GMT                    |             | Chi tiết | - Cadden 3' - McAtee 10', 27' | Sân vận động: Hop Oast Stadium Lượng khán giả: 3,000 Trọng tài: Sunny Sukhvir Gill |  |

| 4 tháng 11 năm 2023 | Northampton Town (3) | 1–3      | Barrow (4)                              | Northampton                                                                  |  |
| 13:30 GMT           | - Pinnock 29'        | Chi tiết | - Acquah 9' - White 52' - Whitfield 72' | Sân vận động: Sixfields Stadium Lượng khán giả: 3,187 Trọng tài: Paul Howard |  |

| 4 tháng 11 năm 2023 | Curzon Ashton (6) | 0–1      | Barnet (5)    | Ashton-under-Lyne                                                           |  |
| 15:00 GMT           |                   | Chi tiết | - Kabamba 15' | Sân vận động: Tameside Stadium Lượng khán giả: 626 Trọng tài: Gareth Rhodes |  |

| 4 tháng 11 năm 2023 | Alfreton Town (6)        | 2–0      | Worthing (6) | Alfreton                                                                 |  |
| 15:00 GMT           | - Newall 73' - Digie 87' | Chi tiết |              | Sân vận động: North Street Lượng khán giả: 1,043 Trọng tài: Paul Marsden |  |

| 4 tháng 11 năm 2023 | Bolton Wanderers (3)                                     | 4–0      | Solihull Moors (5) | Horwich                                                                                   |  |
| 15:00 GMT           | - Santos 39' - Maghoma 52' - Forrester 69' - Charles 87' | Chi tiết |                    | Sân vận động: Toughsheet Community Stadium Lượng khán giả: 5,523 Trọng tài: Scott Simpson |  |

| 4 tháng 11 năm 2023 | Exeter City (3) | 0–2      | Wigan Athletic (3)             | Exeter                                                                   |  |
| 15:00 GMT           |                 | Chi tiết | - Aasgaard 58' - Sessegnon 87' | Sân vận động: St James Park Lượng khán giả: 3,512 Trọng tài: Craig Hicks |  |

| 4 tháng 11 năm 2023 | Leyton Orient (3)                                  | 3–1      | Carlisle United (3) | Leyton                                                                       |  |
| 15:00 GMT           | - Pigott 11' (ph.đ.) - Drinan 65' - Sotiriou 90+1' | Chi tiết | - Garner 50'        | Sân vận động: Brisbane Road Lượng khán giả: 3,808 Trọng tài: Seb Stockbridge |  |

| 4 tháng 11 năm 2023 | Hereford (6) | 0–2      | Gillingham (4)             | Hereford                                                                |  |
| 15:00 GMT           |              | Chi tiết | - Clarke 23' - Nichols 88' | Sân vận động: Edgar Street Lượng khán giả: 4,376 Trọng tài: Ollie Yates |  |

| 4 tháng 11 năm 2023 | Oxford United (3) | 2–0      | Maidenhead United (5) | Oxford                                                                    |  |
| 15:00 GMT           | - Bodin 15', 83'  | Chi tiết |                       | Sân vận động: Kassam Stadium Lượng khán giả: 4,094 Trọng tài: Dale Baines |  |

| 4 tháng 11 năm 2023 | Newport County (4)    | 2–0      | Oldham Athletic (5) | Newport                                                                      |  |
| 15:00 GMT           | - McLoughlin 20', 80' | Chi tiết |                     | Sân vận động: Rodney Parade Lượng khán giả: 2,541 Trọng tài: David Middleton |  |

| 4 tháng 11 năm 2023 | Swindon Town (4)                      | 4–7      | Aldershot Town (5)                                                        | Swindon                                                                 |  |
| 15:00 GMT           | - Kemp 75', 78' - Austin 90+2', 90+5' | Chi tiết | - Barham 1', 4', 58' - Stokes 9' - Tolaj 45+3', 51' - Harries 47' (ph.đ.) | Sân vận động: County Ground Lượng khán giả: 6,372 Trọng tài: Carl Brook |  |

| 4 tháng 11 năm 2023 | Marine (7)  | 1–5      | Harrogate Town (4)                                       | Crosby                                                                     |  |
| 15:00 GMT           | - Doyle 26' | Chi tiết | - Odoh 5' - Folarin 28', 53' - McDonald 71' - Dooley 89' | Sân vận động: Rossett Park Lượng khán giả: 2,071 Trọng tài: Michael Barlow |  |

| 4 tháng 11 năm 2023 | Port Vale (3) | 0–0      | Burton Albion (3) | Stoke-on-Trent                                                        |  |
| 15:00 GMT           |               | Chi tiết |                   | Sân vận động: Vale Park Lượng khán giả: 4,245 Trọng tài: Simon Mather |  |

| 14 tháng 11 năm 2023 Đấu lại | Burton Albion (3) | 0–2      | Port Vale (3)           | Burton upon Trent                                                           |  |
| 19:45 GMT                    |                   | Chi tiết | - Massey 31' - Cass 82' | Sân vận động: Pirelli Stadium Lượng khán giả: 2,533 Trọng tài: Adam Herczeg |  |

| 4 tháng 11 năm 2023 | Peterborough United (3)       | 2–2      | Salford City (4)                   | Peterborough                                                                   |  |
| 15:00 GMT           | - Jones 47' - Fernandez 90+3' | Chi tiết | - Mallan 5' - Bilokapic 69' (l.n.) | Sân vận động: London Road Stadium Lượng khán giả: 4,066 Trọng tài: Sam Purkiss |  |

| 14 tháng 11 năm 2023 Đấu lại                                   | Salford City (4)                                 | 4–4 (s.h.p.) (4–5 p)                                                           | Peterborough United (3)                                                | Salford                                                                  |  |
| 19:45 GMT                                                      | - Tilt 4', 54' - Knight 61' (l.n.) - Mallan 104' | Chi tiết                                                                       | - Randall 16' - Mason-Clark 18' - Collins 45+1' - Clarke-Harris 120+3' | Sân vận động: Moor Lane Lượng khán giả: 1,030 Trọng tài: Darren Drysdale |  |
|                                                                |                                                  | Loạt sút luân lưu                                                              |                                                                        |                                                                          |  |
| - Watson - Mallan - Dackers - Garbutt - Watt - Lund - McLennan |                                                  | - Clarke-Harris - Poku - Mason-Clark - Wakeling - Ajiboye - Dornelly - Collins |                                                                        |                                                                          |  |

| 4 tháng 11 năm 2023 | Eastleigh (5)                                               | 5–1      | Boreham Wood (5) | Eastleigh                                                               |  |
| 15:00 GMT           | - Atangana 17' - Maguire 22', 90+4' - Francillette 38', 53' | Chi tiết | - Robinson 18'   | Sân vận động: Ten Acres Lượng khán giả: 1,727 Trọng tài: Jamie O'Connor |  |

| 4 tháng 11 năm 2023 | Shrewsbury Town (3)                        | 3–2      | Colchester United (4)         | Shrewsbury                                                              |  |
| 15:00 GMT           | - Udoh 22' - Shipley 56' - Hall 79' (l.n.) | Chi tiết | - McGeehan 10' - Mitchell 86' | Sân vận động: New Meadow Lượng khán giả: 3,011 Trọng tài: Scott Jackson |  |

| 4 tháng 11 năm 2023 | Bristol Rovers (3)                                                                             | 7–2      | Whitby Town (7)            | Bristol                                                                        |  |
| 15:00 GMT           | - Marquis 5' - Thomas 18' - Brown 21' - Evans 40' - Beeden 66' (l.n.) - Vale 70' - Collins 77' | Chi tiết | - Mondal 13' - Simpson 59' | Sân vận động: Memorial Stadium Lượng khán giả: 4,329 Trọng tài: Ruebyn Ricardo |  |

| 4 tháng 11 năm 2023 | Lincoln City (3) | 1–2      | Morecambe (4)              | Lincoln                                                               |  |
| 15:00 GMT           | - Sørensen 14'   | Chi tiết | - Mellon 43' - Bloxham 53' | Sân vận động: Sincil Bank Lượng khán giả: 4,607 Trọng tài: Martin Coy |  |

| 4 tháng 11 năm 2023 | Sutton United (4) | 2–1      | AFC Fylde (5)    | Sutton                                                                        |  |
| 15:00 GMT           | - Smith 62', 67'  | Chi tiết | - Ustabaşı 45+3' | Sân vận động: Gander Green Lane Lượng khán giả: 1,262 Trọng tài: James Durkin |  |

| 4 tháng 11 năm 2023 | Reading (3)                                | 3–2      | Milton Keynes Dons (4)    | Reading                                                                     |  |
| 15:00 GMT           | - Ehibhatiomhan 3' - Knibbs 64' - Wing 68' | Chi tiết | - Gilbey 39' - Dean 90+3' | Sân vận động: Madejski Stadium Lượng khán giả: 4,325 Trọng tài: Thomas Kirk |  |

| 4 tháng 11 năm 2023 | Doncaster Rovers (4)             | 2–2      | Accrington Stanley (4)       | Doncaster                                                                   |  |
| 15:00 GMT           | - Mellor 8' (l.n.) - Biggins 81' | Chi tiết | - Whalley 74' - Conneely 84' | Sân vận động: Eco-Power Stadium Lượng khán giả: 3,226 Trọng tài: Alan Young |  |

| 14 tháng 11 năm 2023 Đấu lại | Accrington Stanley (4) | 1–2 (s.h.p.) | Doncaster Rovers (4)             | Accrington                                                               |  |
| 19:45 GMT                    | - Pritchard 7'         | Chi tiết     | - Westbrooke 67' - Ironside 101' | Sân vận động: Crown Ground Lượng khán giả: 1,136 Trọng tài: Scott Tallis |  |

| 4 tháng 11 năm 2023 | Chester (6) | 0–0      | York City (5) | Chester                                                                 |  |
| 15:00 GMT           |             | Chi tiết |               | Sân vận động: Deva Stadium Lượng khán giả: 3,329 Trọng tài: Dean Watson |  |

| 14 tháng 11 năm 2023 Đấu lại | York City (5)        | 2–1      | Chester (6)   | Huntington                                                                            |  |
| 19:45 GMT                    | - John-Lewis 5', 66' | Chi tiết | - Glendon 71' | Sân vận động: York Community Stadium Lượng khán giả: 3,850 Trọng tài: Aaron Bannister |  |

| 4 tháng 11 năm 2023 | Scarborough Athletic (6) | 1–1      | Forest Green Rovers (4) | Scarborough                                                                       |  |
| 15:00 GMT           | - Wiles 27'              | Chi tiết | - Sully 90+3'           | Sân vận động: Flamingo Land Stadium Lượng khán giả: 3,209 Trọng tài: Marc Edwards |  |

| 14 tháng 11 năm 2023 Đấu lại | Forest Green Rovers (4)                                                     | 5–2      | Scarborough Athletic (6)  | Nailsworth                                                              |  |
| 19:45 GMT                    | - Jenks 5' - McAllister 18' (ph.đ.) - Robson 30' - Bunker 35' - Omotoye 76' | Chi tiết | - Wiles 41' - Coulson 89' | Sân vận động: The New Lawn Lượng khán giả: 1,146 Trọng tài: Paul Howard |  |

| 12 tháng 12 năm 2023 Tái đấu | Scarborough Athletic (6)           | 2–4      | Forest Green Rovers (4)                                  | Scarborough                                                                          |  |
| 19:45 GMT                    | - Robson 29' (l.n.) - Colville 86' | Chi tiết | - Omotoye 34' - Morton 55' - Robertson 83' - Stevens 89' | Sân vận động: Flamingo Land Stadium Lượng khán giả: 2,518 Trọng tài: Darren Drysdale |  |

| 4 tháng 11 năm 2023 | Notts County (4)                               | 3–2      | Crawley Town (4) | Nottingham                                                              |  |
| 15:00 GMT           | - Crowley 13' - McGoldrick 58' - Langstaff 76' | Chi tiết | - Orsi 3', 66'   | Sân vận động: Meadow Lane Lượng khán giả: 3,952 Trọng tài: Peter Wright |  |

| 4 tháng 11 năm 2023 | Stockport County (4)                      | 5–1      | Worksop Town (7) | Stockport                                                                 |  |
| 15:00 GMT           | - Wootton 14', 38', 67', 71' - Bailey 83' | Chi tiết | - Rollins 22'    | Sân vận động: Edgeley Park Lượng khán giả: 6,443 Trọng tài: Aaron Jackson |  |

| 4 tháng 11 năm 2023 | Yeovil Town (6)                                | 3–2      | Gateshead (5)                | Yeovil                                                                 |  |
| 15:00 GMT           | - Grayson 3' (l.n.) - Stevens 26' - Murphy 63' | Chi tiết | - Dinanga 67' (ph.đ.), 90+5' | Sân vận động: Huish Park Lượng khán giả: 3,241 Trọng tài: Gary Parsons |  |

| 4 tháng 11 năm 2023 | Stevenage (3)                                          | 4–3      | Tranmere Rovers (4)                                | Stevenage                                                              |  |
| 15:00 GMT           | - Roberts 3' - Reid 58' (ph.đ.), 90+10' - Hemmings 81' | Chi tiết | - L. Norris 28' (ph.đ.) - Apter 55' - Morris 90+1' | Sân vận động: Broadhall Way Lượng khán giả: 2,404 Trọng tài: Neil Hair |  |

| 4 tháng 11 năm 2023 | Chesham United (7) | 0–2      | Maidstone United (6)           | Chesham                                                                 |  |
| 15:00 GMT           |                    | Chi tiết | - Aransibia 12' - Amantchi 73' | Sân vận động: The Meadow Lượng khán giả: 2,984 Trọng tài: Wayne Cartmel |  |

| 4 tháng 11 năm 2023 | AFC Wimbledon (4)                                                        | 5–1      | Cheltenham Town (3) | Wimbledon                                                             |  |
| 15:00 GMT           | - Al-Hamadi 23' - Tilley 45+2', 61' - Davison 65' - Lemonheigh-Evans 70' | Chi tiết | - Street 76'        | Sân vận động: Plough Lane Lượng khán giả: 4,975 Trọng tài: Alan Young |  |

| 4 tháng 11 năm 2023 | Cambridge United (3)               | 2–1      | Bracknell Town (7) | Cambridge                                                                   |  |
| 15:00 GMT           | - Okenabirhie 27' - Osu 48' (l.n.) | Chi tiết | - Harris 88'       | Sân vận động: Abbey Stadium Lượng khán giả: 3,411 Trọng tài: Richie Watkins |  |

| 4 tháng 11 năm 2023 | Ramsgate (8)              | 2–1      | Woking (5)  | Ramsgate                                                                           |  |
| 15:00 GMT           | - Jadama 40' - Martin 72' | Chi tiết | - Lewis 13' | Sân vận động: Southwood Stadium Lượng khán giả: 3,000 Trọng tài: Stephen Parkinson |  |

| 4 tháng 11 năm 2023 | Bromley (5) | 0–2      | Blackpool (3)             | Bromley                                                              |  |
| 17:45 GMT           |             | Chi tiết | - Lavery 5' - Dembélé 28' | Sân vận động: Hayes Lane Lượng khán giả: 4,455 Trọng tài: David Rock |  |

| 4 tháng 11 năm 2023 | Mansfield Town (4) | 1–2      | Wrexham (4)              | Mansfield                                                                  |  |
| 19:45 GMT           | - Oates 60'        | Chi tiết | - Dalby 34' - Mullin 58' | Sân vận động: Field Mill Lượng khán giả: 6,158 Trọng tài: Edward Duckworth |  |

| 5 tháng 11 năm 2023 | Chesterfield (5) | 1–0      | Portsmouth (3) | Chesterfield                                                                 |  |
| 12:15 GMT           | - Naylor 32'     | Chi tiết |                | Sân vận động: SMH Group Stadium Lượng khán giả: 8,377 Trọng tài: Will Finnie |  |

| 5 tháng 11 năm 2023 | Kidderminster Harriers (5) | 1–2      | Fleetwood Town (3)        | Kidderminster                                                                     |  |
| 14:00 GMT           | - Hobson 44'               | Chi tiết | - Earl 45+1' - Rooney 46' | Sân vận động: Aggborough Stadium Lượng khán giả: 2,496 Trọng tài: Matthew Corlett |  |

| 5 tháng 11 năm 2023 | Slough Town (6) | 1–1      | Grimsby Town (4) | Slough                                                                  |  |
| 14:00 GMT           | - Davies 28'    | Chi tiết | - Rose 75'       | Sân vận động: Arbour Park Lượng khán giả: 2,205 Trọng tài: Ben Atkinson |  |

| 14 tháng 11 năm 2023 Đấu lại | Grimsby Town (4)                                                      | 7–2      | Slough Town (6)          | Cleethorpes                                                              |  |
| 19:45 GMT                    | - Pyke 7', 45' - Rose 16' - Gnahoua 65', 85' - Hunt 81' - Andrews 86' | Chi tiết | - Dyce 20' - Ogbonna 34' | Sân vận động: Blundell Park Lượng khán giả: 3,079 Trọng tài: Jacob Miles |  |

| 5 tháng 11 năm 2023 | Crewe Alexandra (4)                 | 2–2      | Derby County (3)                     | Crewe                                                                   |  |
| 14:45 GMT           | - Baker-Richardson 41' - Nevitt 54' | Chi tiết | - Mendez-Laing 89' - Hourihane 90+3' | Sân vận động: Gresty Road Lượng khán giả: 5,201 Trọng tài: Scott Oldham |  |

| 14 tháng 11 năm 2023 Đấu lại | Derby County (3) | 1–3      | Crewe Alexandra (4)            | Derby                                                                                 |  |
| 19:45 GMT                    | - Barkhuizen 3'  | Chi tiết | - Rowe 7', 21' - Demetriou 65' | Sân vận động: Pride Park Stadium Lượng khán giả: 6,439 Trọng tài: Christopher Pollard |  |

| 5 tháng 11 năm 2023 | Charlton Athletic (3) | 1–1      | Cray Valley Paper Mills (8) | Charlton                                                              |  |
| 17:30 GMT           | - Fraser 9'           | Chi tiết | - Ness 48' (l.n.)           | Sân vận động: The Valley Lượng khán giả: 6,721 Trọng tài: Ben Speedie |  |

| 15 tháng 11 năm 2023 Đấu lại | Cray Valley Paper Mills (8) | 1–6      | Charlton Athletic (3)                                                | Eltham                                                                                  |  |
| 19:45 GMT                    | - Lisbie 44' (ph.đ.)        | Chi tiết | - May 35', 51' - Leaburn 49' - Dobson 58' - Campbell 77' - Mbick 85' | Sân vận động: Badgers Sports Ground Lượng khán giả: 1,550 Trọng tài: Charles Breakspear |  |

1. 1 2  Các đội Ngoại hạng Anh và Championship tham dự giải đấu từ vòng thứ ba.
2. ↑  Dù thắng trận đấu lại, Barnsley đã bị loại khỏi giải đấu do sử dụng một cầu thủ không đủ điều kiện ở trên sân, họ được thế chỗ bởi đối thủ Horsham.[8]
3. ↑  Trận đấu được yêu cầu tổ chức lại một lần nữa sau khi Forest Green Rovers bị phát hiện sử dụng một cầu thủ không đủ điều kiện ở trên sân..[9]

## Vòng 2
Lễ bốc thăm cho vòng 2 được tổ chức vào ngày 5 tháng 11 năm 2023, bao gồm 40 đội thắng ở vòng trước. Vòng đấu có sự góp mặt của Ramsgate từ hạng 8, đội có thứ hạng thấp nhất còn lại trong giải đấu.
| Premier League | EFL Championship | EFL League One | EFL League Two | Non-League | Tổng cộng |
| -------------- | ---------------- | -------------- | -------------- | ---------- | --------- |
| 20 / 20        | 24 / 24          | 15 / 24        | 15 / 24        | 10 / 32    | 84 / 124  |

| 1 tháng 12 năm 2023 | Notts County (4)               | 2–3      | Shrewsbury Town (3)   | Nottingham                                                              |  |
| 19:45 GMT           | - Brindley 38' - Sanderson 75' | Chi tiết | - Bowman 1', 49', 56' | Sân vận động: Meadow Lane Lượng khán giả: 4,551 Trọng tài: Martin Woods |  |

| 1 tháng 12 năm 2023 | York City (5) | 0–1      | Wigan Athletic (3) | Huntington                                                                        |  |
| 19:45 GMT           |               | Chi tiết | - Humphrys 61'     | Sân vận động: York Community Stadium Lượng khán giả: 6,613 Trọng tài: Thomas Kirk |  |

| 2 tháng 12 năm 2023 | Maidstone United (6)     | 2–1      | Barrow (4)      | Maidstone                                                                   |  |
| 15:00 GMT           | - Corne 35' - Gurung 74' | Chi tiết | - Whitfield 20' | Sân vận động: Gallagher Stadium Lượng khán giả: 2,903 Trọng tài: David Rock |  |

| 2 tháng 12 năm 2023 | Wycombe Wanderers (3) | 0–2      | Morecambe (4)            | High Wycombe                                                           |  |
| 15:00 GMT           |                       | Chi tiết | - King 38' - Bloxham 56' | Sân vận động: Adams Park Lượng khán giả: 1,604 Trọng tài: Peter Wright |  |

| 2 tháng 12 năm 2023 | Cambridge United (3)                                      | 4–0      | Fleetwood Town (3) | Cambridge                                                                    |  |
| 15:00 GMT           | - Andrew 7' - Kachunga 11' - Okenabirhie 13' - Ahadme 83' | Chi tiết |                    | Sân vận động: Abbey Stadium Lượng khán giả: 3,387 Trọng tài: Seb Stockbridge |  |

| 2 tháng 12 năm 2023 | Bolton Wanderers (3)                          | 5–1      | Harrogate Town (4) | Horwich                                                                                     |  |
| 15:00 GMT           | - Böðvarsson 9', 33', 43' - Nlundulu 49', 52' | Chi tiết | - Thomson 45'      | Sân vận động: Toughsheet Community Stadium Lượng khán giả: 5,703 Trọng tài: Tony Harrington |  |

| 2 tháng 12 năm 2023 | Peterborough United (3)        | 2–1      | Doncaster Rovers (4) | Peterborough                                                                   |  |
| 15:00 GMT           | - Burrows 3' - Mason-Clark 53' | Chi tiết | - Faal 75'           | Sân vận động: London Road Stadium Lượng khán giả: 5,495 Trọng tài: Ben Speedie |  |

| 2 tháng 12 năm 2023 | Gillingham (4)          | 2–0      | Charlton Athletic (3) | Gillingham                                                                            |  |
| 15:00 GMT           | - Bonne 26' - Dieng 30' | Chi tiết |                       | Sân vận động: Priestfield Stadium Lượng khán giả: 7,717 Trọng tài: Sunny Sukhvir Gill |  |

| 2 tháng 12 năm 2023 | Stevenage (3) | 1–1      | Port Vale (3)     | Stevenage                                                               |  |
| 15:00 GMT           | - Reid 69'    | Chi tiết | - Ojo 76' (ph.đ.) | Sân vận động: Broadhall Way Lượng khán giả: 2,491 Trọng tài: Tom Reeves |  |

| 12 tháng 12 năm 2023 Đấu lại         | Port Vale (3)                 | 3–3 (s.h.p.) (3–4 p)                                   | Stevenage (3)                                   | Stoke-on-Trent                                                     |  |
| 19:45 GMT                            | - Garrity 6', 55' - Loft 114' | Chi tiết                                               | - White 81' - Hemmings 90+6' - N. Thompson 119' | Sân vận động: Vale Park Lượng khán giả: 2,073 Trọng tài: Tom Nield |  |
|                                      |                               | Loạt sút luân lưu                                      |                                                 |                                                                    |  |
| - Ojo - Garrity - Lowe - Sang - Loft |                               | - Reid - Hemmings - White - N. Thompson - James-Wildin |                                                 |                                                                    |  |

| 2 tháng 12 năm 2023 | Newport County (4) | 1–1      | Barnet (5)     | Newport                                                                  |  |
| 15:00 GMT           | - McLoughlin 44'   | Chi tiết | - Collinge 89' | Sân vận động: Rodney Parade Lượng khán giả: 2,707 Trọng tài: Jacob Miles |  |

| 12 tháng 12 năm 2023 Đấu lại | Barnet (5)      | 1–4      | Newport County (4)                                                | Canons Park                                                                 |  |
| 19:45 GMT                    | - Pritchard 37' | Chi tiết | - Payne 6' - Bogle 12' - Collinge 25' (l.n.) - Palmer-Houlden 76' | Sân vận động: The Hive Stadium Lượng khán giả: 1,451 Trọng tài: Craig Hicks |  |

| 2 tháng 12 năm 2023 | Oxford United (3)         | 2–0      | Grimsby Town (4) | Oxford                                                                    |  |
| 15:00 GMT           | - McGuane 11' - Bodin 75' | Chi tiết |                  | Sân vận động: Kassam Stadium Lượng khán giả: 4,149 Trọng tài: Darren Bond |  |

| 2 tháng 12 năm 2023 | Sutton United (4)                | 3–0      | Horsham (7) | Sutton                                                                        |  |
| 15:00 GMT           | - Pereira 64', 74' - Patrick 89' | Chi tiết |             | Sân vận động: Gander Green Lane Lượng khán giả: 4,283 Trọng tài: Scott Tallis |  |

| 3 tháng 12 năm 2023 | Eastleigh (5)         | 2–1      | Reading (3) | Eastleigh                                                            |  |
| 13:30 GMT           | - McCallum 22', 90+4' | Chi tiết | - Azeez 86' | Sân vận động: Ten Acres Lượng khán giả: 5,002 Trọng tài: Lewis Smith |  |

| 3 tháng 12 năm 2023 | Chesterfield (5)        | 1–0      | Leyton Orient (3) | Chesterfield                                                                  |  |
| 14:00 GMT           | - El Mizouni 40' (l.n.) | Chi tiết |                   | Sân vận động: SMH Group Stadium Lượng khán giả: 8,232 Trọng tài: Scott Oldham |  |

| 3 tháng 12 năm 2023 | Aldershot Town (5) | 2–2      | Stockport County (4)     | Aldershot                                                                    |  |
| 14:00 GMT           | - Stokes 10', 67'  | Chi tiết | - Byrne 13' - Madden 46' | Sân vận động: Recreation Ground Lượng khán giả: 4,756 Trọng tài: Paul Howard |  |

| 13 tháng 12 năm 2023 Đấu lại | Stockport County (4) | 0–1      | Aldershot Town (5) | Stockport                                                               |  |
| 19:45 GMT                    |                      | Chi tiết | - Scott 88'        | Sân vận động: Edgeley Park Lượng khán giả: 2,855 Trọng tài: Ben Speedie |  |

| 3 tháng 12 năm 2023 | Wrexham (4)                               | 3–0      | Yeovil Town (6) | Wrexham                                                                     |  |
| 15:45 GMT           | - Palmer 14' - Cannon 45+2' - Dalby 90+3' | Chi tiết |                 | Sân vận động: Racecourse Ground Lượng khán giả: 9,604 Trọng tài: Lee Swabey |  |

| 4 tháng 12 năm 2023 | AFC Wimbledon (4)                                                       | 5–0      | Ramsgate (8) | Wimbledon                                                                      |  |
| 19:45 GMT           | - Reeves 8' - Al-Hamadi 26', 53' - Neufville 43' - Lemonheigh-Evans 48' | Chi tiết |              | Sân vận động: Plough Lane Lượng khán giả: 6,894 Trọng tài: Christopher Pollard |  |

| 5 tháng 12 năm 2023 | Alfreton Town (6) | 0–0      | Walsall (4) | Alfreton                                                                |  |
| 19:45 GMT           |                   | Chi tiết |             | Sân vận động: North Street Lượng khán giả: 2,510 Trọng tài: Sam Allison |  |

| 12 tháng 12 năm 2023 Đấu lại | Walsall (4) | 1–0      | Alfreton Town (6) | Walsall                                                                    |  |
| 19:45 GMT                    | - Matt 6'   | Chi tiết |                   | Sân vận động: Bescot Stadium Lượng khán giả: 2,112 Trọng tài: Simon Mather |  |

| 12 tháng 12 năm 2023 | Crewe Alexandra (4)     | 2–4      | Bristol Rovers (3)                                         | Crewe                                                                    |  |
| 19:45 GMT            | - Nevitt 65' - Rowe 73' | Chi tiết | - Marquis 18' - Wilson 25' - Evans 42' - Cooney 49' (l.n.) | Sân vận động: Gresty Road Lượng khán giả: 3,127 Trọng tài: Declan Bourne |  |

| 19 tháng 12 năm 2023 | Blackpool (3)                                    | 3–0      | Forest Green Rovers (4) | Blackpool                                                                    |  |
| 19:45 GMT            | - Dale 18' - Lawrence-Gabriel 75' - Ekpiteta 84' | Chi tiết |                         | Sân vận động: Bloomfield Road Lượng khán giả: 3,188 Trọng tài: Scott Jackson |  |

1. 1 2
2. ↑  Sutton ban đầu được bốc thăm để đối đầu với Barnsley, nhưng Barnsley đã bị loại khỏi giải đấu do sử dụng một cầu thủ không đủ điều kiện thi đấu trong trận gặp Horsham ở vòng đầu tiên.
3. ↑  Sutton ban đầu được bốc thăm để đối đầu với Barnsley, nhưng Barnsley đã bị loại khỏi giải đấu do sử dụng một cầu thủ không đủ điều kiện thi đấu trong trận gặp Horsham ở vòng đầu tiên.

## Vòng 3
Vòng thứ ba bao gồm 20 đội chiến thắng từ vòng thứ hai cùng với 44 câu lạc bộ từ Premier League và Championship. Lễ bốc thăm cho vòng 3 được tổ chức vào ngày 3 tháng 12 năm 2023. Vòng đấu bao gồm Maidstone United từ hạng sáu, đội có thứ hạng thấp nhất còn lại trong giải đấu.
| Premier League | EFL Championship | EFL League One | EFL League Two | Non-League | Tổng cộng |
| -------------- | ---------------- | -------------- | -------------- | ---------- | --------- |
| 20 / 20        | 24 / 24          | 9 / 24         | 7 / 24         | 4 / 32     | 64 / 124  |

| 4 tháng 1 năm 2024 | Crystal Palace (1) | 0–0      | Everton (1) | Selhurst                                                                     |  |
| 20:00 GMT          |                    | Chi tiết |             | Sân vận động: Selhurst Park Lượng khán giả: 24,489 Trọng tài: Chris Kavanagh |  |

| 17 tháng 1 năm 2024 Đấu lại | Everton (1) | 1–0      | Crystal Palace (1) | Liverpool                                                                     |  |
| 19:45 GMT                   | - Gomes 42' | Chi tiết |                    | Sân vận động: Goodison Park Lượng khán giả: 37,796 Trọng tài: Tony Harrington |  |

| 5 tháng 1 năm 2024 | Brentford (1) | 1–1      | Wolverhampton Wanderers (1) | Brentford                                                                                   |  |
| 19:15 GMT          | - Maupay 41'  | Chi tiết | - Doyle 64'                 | Sân vận động: Brentford Community Stadium Lượng khán giả: 16,818 Trọng tài: Tony Harrington |  |

| 16 tháng 1 năm 2024 Đấu lại | Wolverhampton Wanderers (1)                      | 3–2 (s.h.p.) | Brentford (1)              | Wolverhampton                                                                  |  |
| 19:30 GMT                   | - Semedo 36' - Fraser 72' - Cunha 105+5' (ph.đ.) | Chi tiết     | - Collins 13' - Maupay 52' | Sân vận động: Molineux Stadium Lượng khán giả: 24,692 Trọng tài: Andrew Madley |  |

| 5 tháng 1 năm 2024 | Fulham (1)           | 1–0      | Rotherham United (2) | Fulham                                                                      |  |
| 19:30 GMT          | - Decordova-Reid 24' | Chi tiết |                      | Sân vận động: Craven Cottage Lượng khán giả: 15,083 Trọng tài: Simon Hooper |  |

| 5 tháng 1 năm 2024 | Tottenham Hotspur (1) | 1–0      | Burnley (1) | Tottenham                                                                                |  |
| 20:00 GMT          | - Porro 79'           | Chi tiết |             | Sân vận động: Tottenham Hotspur Stadium Lượng khán giả: 60,982 Trọng tài: Samuel Barrott |  |

| 6 tháng 1 năm 2024 | AFC Wimbledon (4)    | 1–3      | Ipswich Town (2)                                | Wimbledon                                                                  |  |
| 12:30 GMT          | - Reeves 17' (ph.đ.) | Chi tiết | - Davison 8' (l.n.) - Tuanzebe 40' - Taylor 90' | Sân vận động: Plough Lane Lượng khán giả: 8,595 Trọng tài: Matthew Donohue |  |

| 6 tháng 1 năm 2024 | Millwall (2)                 | 2–3      | Leicester City (2)                       | Bermondsey                                                              |  |
| 12:30 GMT          | - Watmore 56' - Flemming 86' | Chi tiết | - Casadei 16' - Pereira 39' - Cannon 61' | Sân vận động: The Den Lượng khán giả: 10,092 Trọng tài: Oliver Langford |  |

| 6 tháng 1 năm 2024 | Coventry City (2)                                                                  | 6–2      | Oxford United (3)           | Coventry                                                                                   |  |
| 12:30 GMT          | - Latibeaudiere 8' - Sheaf 11' - Palmer 17' - O'Hare 50' (ph.đ.) - Godden 84', 88' | Chi tiết | - Harris 10' - Goodrham 79' | Sân vận động: Coventry Building Society Arena Lượng khán giả: 18,211 Trọng tài: Josh Smith |  |

| 6 tháng 1 năm 2024 | Maidstone United (6)  | 1–0      | Stevenage (3) | Maidstone                                                                       |  |
| 12:30 GMT          | - Corne 45+2' (ph.đ.) | Chi tiết |               | Sân vận động: Gallagher Stadium Lượng khán giả: 4,024 Trọng tài: Stephen Martin |  |

| 6 tháng 1 năm 2024 | Sunderland (2) | 0–3      | Newcastle United (1)                         | Sunderland                                                                    |  |
| 12:45 GMT          |                | Chi tiết | - Ballard 35' (l.n.) - Isak 46', 90' (ph.đ.) | Sân vận động: Stadium of Light Lượng khán giả: 44,814 Trọng tài: Craig Pawson |  |

| 6 tháng 1 năm 2024 | Stoke City (2)                             | 2–4      | Brighton & Hove Albion (1)                         | Stoke-on-Trent                                                              |  |
| 15:00 GMT          | - Van Hecke 16' (l.n.) - Baker 63' (ph.đ.) | Chi tiết | - Estupiñán 45+6' - Dunk 52' - João Pedro 71', 80' | Sân vận động: Bet365 Stadium Lượng khán giả: 17,032 Trọng tài: Paul Tierney |  |

| 6 tháng 1 năm 2024 | Norwich City (2) | 1–1      | Bristol Rovers (3) | Norwich                                                                 |  |
| 15:00 GMT          | - Barnes 12'     | Chi tiết | - Ward 17'         | Sân vận động: Carrow Road Lượng khán giả: 19,848 Trọng tài: Lewis Smith |  |

| 17 tháng 1 năm 2024 Đấu lại | Bristol Rovers (3) | 1–3      | Norwich City (2)                           | Bristol                                                                      |  |
| 19:45 GMT                   | - McCormick 20'    | Chi tiết | - Sara 53' - Idah 59' (ph.đ.) - McLean 87' | Sân vận động: Memorial Stadium Lượng khán giả: 10,335 Trọng tài: Andy Davies |  |

| 6 tháng 1 năm 2024 | Southampton (2)                         | 4–0      | Walsall (4) | Southampton                                                                  |  |
| 15:00 GMT          | - Fraser 6', 68' - Mara 58' - Adams 78' | Chi tiết |             | Sân vận động: St Mary's Stadium Lượng khán giả: 22,627 Trọng tài: David Webb |  |

| 6 tháng 1 năm 2024 | Watford (2)                        | 2–1      | Chesterfield (5) | Watford                                                                  |  |
| 15:00 GMT          | - Rajović 76' - Dele-Bashiru 90+5' | Chi tiết | - Quigley 28'    | Sân vận động: Vicarage Road Lượng khán giả: 15,932 Trọng tài: Gavin Ward |  |

| 6 tháng 1 năm 2024 | Blackburn Rovers (2)                                      | 5–2      | Cambridge United (3)        | Blackburn                                                                  |  |
| 15:00 GMT          | - Szmodics 23', 37', 45+3' - Sigurðsson 66' - Leonard 81' | Chi tiết | - Lankester 6' - Kaikai 26' | Sân vận động: Ewood Park Lượng khán giả: 8,311 Trọng tài: Geoff Eltringham |  |

| 6 tháng 1 năm 2024 | Gillingham (4) | 0–4      | Sheffield United (1)               | Gillingham                                                                     |  |
| 15:00 GMT          |                | Chi tiết | - Osula 14', 39' - McAtee 83', 87' | Sân vận động: Priestfield Stadium Lượng khán giả: 8,809 Trọng tài: Darren Bond |  |

| 6 tháng 1 năm 2024 | Queens Park Rangers (2)     | 2–3      | AFC Bournemouth (1)                        | Shepherd's Bush                                                           |  |
| 15:00 GMT          | - Armstrong 40' - Dykes 42' | Chi tiết | - Tavernier 48' - Moore 58' - Kluivert 69' | Sân vận động: Loftus Road Lượng khán giả: 10,725 Trọng tài: Rebecca Welch |  |

| 6 tháng 1 năm 2024 | Plymouth Argyle (2)                                 | 3–1      | Sutton United (4) | Plymouth                                                              |  |
| 15:00 GMT          | - Cundle 18' - Hardie 68' (ph.đ.) - Whittaker 90+1' | Chi tiết | - Angol 50'       | Sân vận động: Home Park Lượng khán giả: 15,643 Trọng tài: Will Finnie |  |

| 6 tháng 1 năm 2024 | Newport County (4) | 1–1      | Eastleigh (5)         | Newport                                                                       |  |
| 15:00 GMT          | - Clarke 56'       | Chi tiết | - Maguire 82' (ph.đ.) | Sân vận động: Rodney Parade Lượng khán giả: 4,966 Trọng tài: Edward Duckworth |  |

| 16 tháng 1 năm 2024 Đấu lại | Eastleigh (5)  | 1–3      | Newport County (4)                      | Eastleigh                                                            |  |
| 19:45 GMT                   | - McCallum 48' | Chi tiết | - Wildig 3' - Clarke 60' - W. Evans 79' | Sân vận động: Ten Acres Lượng khán giả: 5,075 Trọng tài: Sam Allison |  |

| 6 tháng 1 năm 2024 | Hull City (2) | 1–1      | Birmingham City (2) | Kingston upon Hull                                                         |  |
| 15:00 GMT          | - Jacob 87'   | Chi tiết | - Jutkiewicz 18'    | Sân vận động: MKM Stadium Lượng khán giả: 12,200 Trọng tài: Darren England |  |

| 16 tháng 1 năm 2024 Đấu lại | Birmingham City (2)              | 2–1      | Hull City (2) | Birmingham                                                             |  |
| 19:45 GMT                   | - Stansfield 66' - Miyoshi 90+3' | Chi tiết | - Lokilo 12'  | Sân vận động: St Andrew's Lượng khán giả: 7,133 Trọng tài: Lewis Smith |  |

| 6 tháng 1 năm 2024 | Middlesbrough (2) | 0–1      | Aston Villa (1) | Middlesbrough                                                                  |  |
| 17:30 GMT          |                   | Chi tiết | - Cash 87'      | Sân vận động: Riverside Stadium Lượng khán giả: 25,022 Trọng tài: Robert Jones |  |

| 6 tháng 1 năm 2024 | Sheffield Wednesday (2)                                      | 4–0      | Cardiff City (2) | Sheffield                                                                        |  |
| 17:30 GMT          | - Windass 2' - Sawyers 38' (l.n.) - Palmer 40' - Wilks 90+1' | Chi tiết |                  | Sân vận động: Hillsborough Stadium Lượng khán giả: 10,955 Trọng tài: Thomas Kirk |  |

| 6 tháng 1 năm 2024 | Swansea City (2)         | 2–0      | Morecambe (4) | Swansea                                                                      |  |
| 17:30 GMT          | - Patino 47' - Yates 87' | Chi tiết |               | Sân vận động: Swansea.com Stadium Lượng khán giả: 7,670 Trọng tài: Tom Nield |  |

| 6 tháng 1 năm 2024 | Chelsea (1)                                                   | 4–0      | Preston North End (2) | Fulham                                                                         |  |
| 17:30 GMT          | - Broja 58' - Thiago Silva 66' - Sterling 69' - Fernández 85' | Chi tiết |                       | Sân vận động: Stamford Bridge Lượng khán giả: 39,705 Trọng tài: Thomas Bramall |  |

| 7 tháng 1 năm 2024 | Luton Town (1) | 0–0      | Bolton Wanderers (3) | Luton                                                                         |  |
| 14:00 GMT          |                | Chi tiết |                      | Sân vận động: Kenilworth Road Lượng khán giả: 10,739 Trọng tài: Andrew Madley |  |

| 16 tháng 1 năm 2024 Đấu lại | Bolton Wanderers (3) | 1–2      | Luton Town (1)           | Horwich                                                                                     |  |
| 19:45 GMT                   | - Charles 11'        | Chi tiết | - Chong 15' - Ogbene 57' | Sân vận động: Toughsheet Community Stadium Lượng khán giả: 10,878 Trọng tài: Thomas Bramall |  |

| 7 tháng 1 năm 2024 | Shrewsbury Town (3) | 0–1      | Wrexham (4)    | Shrewsbury                                                               |  |
| 14:00 GMT          |                     | Chi tiết | - O'Connor 72' | Sân vận động: New Meadow Lượng khán giả: 9,304 Trọng tài: Andrew Kitchen |  |

| 7 tháng 1 năm 2024 | West Ham United (1) | 1–1      | Bristol City (2) | Stratford                                                                   |  |
| 14:00 GMT          | - Bowen 4'          | Chi tiết | - Conway 61'     | Sân vận động: London Stadium Lượng khán giả: 62,477 Trọng tài: Graham Scott |  |

| 16 tháng 1 năm 2024 Đấu lại | Bristol City (2) | 1–0      | West Ham United (1) | Bristol                                                                    |  |
| 19:45 GMT                   | - Conway 3'      | Chi tiết |                     | Sân vận động: Ashton Gate Lượng khán giả: 25,616 Trọng tài: Darren England |  |

| 7 tháng 1 năm 2024 | West Bromwich Albion (2)                             | 4–1      | Aldershot Town (5) | West Bromwich                                                                   |  |
| 14:00 GMT          | - Chalobah 7' - Malcolm 15' - Dike 27' - Fellows 88' | Chi tiết | - Bray 90+5'       | Sân vận động: The Hawthorns Lượng khán giả: 16,345 Trọng tài: Anthony Backhouse |  |

| 7 tháng 1 năm 2024 | Peterborough United (3) | 0–3      | Leeds United (2)                | Peterborough                                                                    |  |
| 14:00 GMT          |                         | Chi tiết | - Ampadu 34', 90' - Bamford 47' | Sân vận động: London Road Stadium Lượng khán giả: 12,927 Trọng tài: Sam Allison |  |

| 7 tháng 1 năm 2024 | Nottingham Forest (1)             | 2–2      | Blackpool (3)                       | West Bridgford                                                                 |  |
| 14:00 GMT          | - Domínguez 39' - Gibbs-White 56' | Chi tiết | - Lawrence-Gabriel 25' - Morgan 27' | Sân vận động: City Ground Lượng khán giả: 27,909 Trọng tài: Sunny Sukhvir Gill |  |

| 17 tháng 1 năm 2024 Đấu lại | Blackpool (3)             | 2–3 (s.h.p.) | Nottingham Forest (1)                      | Blackpool                                                                  |  |
| 19:45 GMT                   | - Morgan 61' - Joseph 78' | Chi tiết     | - Omobamidele 16' - Danilo 46' - Wood 110' | Sân vận động: Bloomfield Road Lượng khán giả: 8,098 Trọng tài: Darren Bond |  |

| 7 tháng 1 năm 2024 | Manchester City (1)                                            | 5–0      | Huddersfield Town (2) | Manchester                                                                                   |  |
| 14:00 GMT          | - Foden 33', 65' - Álvarez 37' - Jackson 58' (l.n.) - Doku 74' | Chi tiết |                       | Sân vận động: City of Manchester Stadium Lượng khán giả: 51,939 Trọng tài: Michael Salisbury |  |

| 7 tháng 1 năm 2024 | Arsenal (1) | 0–2      | Liverpool (1)                    | Holloway                                                                     |  |
| 16:30 GMT          |             | Chi tiết | - Kiwior 80' (l.n.) - Díaz 90+5' | Sân vận động: Emirates Stadium Lượng khán giả: 58,538 Trọng tài: John Brooks |  |

| 8 tháng 1 năm 2024 | Wigan Athletic (3) | 0–2      | Manchester United (1)               | Wigan                                                                     |  |
| 20:15 GMT          |                    | Chi tiết | - Dalot 22' - Fernandes 74' (ph.đ.) | Sân vận động: DW Stadium Lượng khán giả: 22,870 Trọng tài: Anthony Taylor |  |

## Vòng 4
Lễ bốc thăm cho vòng 4 được tổ chức vào ngày 8 tháng 1 năm 2024. Vòng đấu bao gồm Maidstone United từ hạng sáu, đội có thứ hạng thấp nhất còn lại trong giải đấu.
| Premier League | EFL Championship | EFL League One | EFL League Two | Non-League | Tổng cộng |
| -------------- | ---------------- | -------------- | -------------- | ---------- | --------- |
| 15 / 20        | 14 / 24          | 0 / 24         | 2 / 24         | 1 / 32     | 32 / 124  |

| 25 tháng 1 năm 2024 | AFC Bournemouth (1)                                                | 5–0      | Swansea City (2) | Bournemouth                                                               |  |
| 19:45 GMT           | - Kelly 7' - Scott 10' - Sinisterra 14' - Brooks 35' - Solanke 44' | Chi tiết |                  | Sân vận động: Dean Court Lượng khán giả: 10,166 Trọng tài: Darren England |  |

| 26 tháng 1 năm 2024 | Bristol City (2) | 0–0      | Nottingham Forest (1) | Bristol                                                                    |  |
| 19:45 GMT           |                  | Chi tiết |                       | Sân vận động: Ashton Gate Lượng khán giả: 25,787 Trọng tài: Stuart Attwell |  |

| 7 tháng 2 năm 2024 Đấu lại                                  | Nottingham Forest (1) | 1–1 (s.h.p.) (5–3 p)               | Bristol City (2) | West Bridgford                                                                |  |
| 19:45 GMT                                                   | - Origi 8'            | Chi tiết                           | - Knight 14'     | Sân vận động: City Ground Lượng khán giả: 27,754 Trọng tài: Michael Salisbury |  |
|                                                             |                       | Loạt sút luân lưu                  |                  |                                                                               |  |
| - Gibbs-White - Hudson-Odoi - Williams - Niakhaté - Awoniyi |                       | - Cornick - Bell - Wells - Mehmeti |                  |                                                                               |  |

| 26 tháng 1 năm 2024 | Sheffield Wednesday (2) | 1–1      | Coventry City (2) | Sheffield                                                                        |  |
| 19:45 GMT           | - Gassama 84'           | Chi tiết | - Torp 45'        | Sân vận động: Hillsborough Stadium Lượng khán giả: 14,215 Trọng tài: Darren Bond |  |

| 6 tháng 2 năm 2024 Đấu lại | Coventry City (2)                          | 4–1      | Sheffield Wednesday (2) | Coventry                                                                                       |  |
| 19:45 GMT                  | - Palmer 3' - O'Hare 50', 56' - Wright 58' | Chi tiết | - Cadamarteri 10'       | Sân vận động: Coventry Building Society Arena Lượng khán giả: 19,359 Trọng tài: Chris Kavanagh |  |

| 26 tháng 1 năm 2024 | Chelsea (1) | 0–0      | Aston Villa (1) | Fulham                                                                       |  |
| 19:45 GMT           |             | Chi tiết |                 | Sân vận động: Stamford Bridge Lượng khán giả: 39,325 Trọng tài: Robert Jones |  |

| 7 tháng 2 năm 2024 Đấu lại | Aston Villa (1) | 1–3      | Chelsea (1)                                   | Birmingham                                                                |  |
| 20:00 GMT                  | - Diaby 90+1'   | Chi tiết | - Gallagher 11' - Jackson 21' - Fernández 54' | Sân vận động: Villa Park Lượng khán giả: 40,013 Trọng tài: Thomas Bramall |  |

| 26 tháng 1 năm 2024 | Tottenham Hotspur (1) | 0–1      | Manchester City (1) | Tottenham                                                                              |  |
| 20:00 GMT           |                       | Chi tiết | - Aké 88'           | Sân vận động: Tottenham Hotspur Stadium Lượng khán giả: 60,872 Trọng tài: Paul Tierney |  |

| 27 tháng 1 năm 2024 | Ipswich Town (2) | 1–2      | Maidstone United (6)       | Ipswich                                                                     |  |
| 12:30 GMT           | - Sarmiento 56'  | Chi tiết | - Reynolds 43' - Corne 66' | Sân vận động: Portman Road Lượng khán giả: 27,273 Trọng tài: Anthony Taylor |  |

| 27 tháng 1 năm 2024 | Leicester City (2)                  | 3–0      | Birmingham City (2) | Leicester                                                                       |  |
| 15:00 GMT           | - Vardy 47' - Akgün 72' - Praet 88' | Chi tiết |                     | Sân vận động: King Power Stadium Lượng khán giả: 28,396 Trọng tài: Craig Pawson |  |

| 27 tháng 1 năm 2024 | Leeds United (2) | 1–1      | Plymouth Argyle (2) | Leeds                                                                   |  |
| 15:00 GMT           | - Anthony 31'    | Chi tiết | - Randell 73'       | Sân vận động: Elland Road Lượng khán giả: 35,247 Trọng tài: Lewis Smith |  |

| 6 tháng 2 năm 2024 Đấu lại | Plymouth Argyle (2) | 1–4 (s.h.p.) | Leeds United (2)                                                  | Plymouth                                                               |  |
| 19:45 GMT                  | - Galloway 78'      | Chi tiết     | - Gnonto 66' - Summerville 97' - Rutter 111' - Hardie 117' (l.n.) | Sân vận động: Home Park Lượng khán giả: 16,636 Trọng tài: Robert Jones |  |

| 27 tháng 1 năm 2024 | Everton (1)    | 1–2      | Luton Town (1)                         | Liverpool                                                                  |  |
| 15:00 GMT           | - Harrison 55' | Chi tiết | - Mykolenko 39' (l.n.) - Woodrow 90+6' | Sân vận động: Goodison Park Lượng khán giả: 37,713 Trọng tài: Simon Hooper |  |

| 27 tháng 1 năm 2024 | Sheffield United (1)      | 2–5      | Brighton & Hove Albion (1)                                                  | Sheffield                                                                     |  |
| 15:00 GMT           | - Hamer 44' - Osula 45+8' | Chi tiết | - Buonanotte 14' - João Pedro 29' (ph.đ.), 52' (ph.đ.), 67' - Welbeck 90+7' | Sân vận động: Bramall Lane Lượng khán giả: 18,391 Trọng tài: Sunny Singh Gill |  |

| 27 tháng 1 năm 2024 | Fulham (1) | 0–2      | Newcastle United (1)       | Fulham                                                                        |  |
| 19:00 GMT           |            | Chi tiết | - Longstaff 39' - Burn 61' | Sân vận động: Craven Cottage Lượng khán giả: 18,960 Trọng tài: Jarred Gillett |  |

| 28 tháng 1 năm 2024 | West Bromwich Albion (2) | 0–2      | Wolverhampton Wanderers (1) | West Bromwich                                                                |  |
| 11:45 GMT           |                          | Chi tiết | - Neto 38' - Cunha 78'      | Sân vận động: The Hawthorns Lượng khán giả: 25,013 Trọng tài: Thomas Bramall |  |

| 28 tháng 1 năm 2024 | Watford (2)  | 1–1      | Southampton (2)    | Watford                                                                         |  |
| 14:00 GMT           | - Martins 5' | Chi tiết | - S. Armstrong 89' | Sân vận động: Vicarage Road Lượng khán giả: 16,688 Trọng tài: Michael Salisbury |  |

| 6 tháng 2 năm 2024 Đấu lại | Southampton (2)             | 3–0      | Watford (2) | Southampton                                                                   |  |
| 19:45 GMT                  | - Mara 52', 58' - Adams 76' | Chi tiết |             | Sân vận động: St Mary's Stadium Lượng khán giả: 17,844 Trọng tài: Darren Bond |  |

| 28 tháng 1 năm 2024 | Liverpool (1)                                                         | 5–2      | Norwich City (2)         | Liverpool                                                              |  |
| 14:30 GMT           | - Jones 16' - Núñez 28' - Jota 53' - Van Dijk 63' - Gravenberch 90+5' | Chi tiết | - Gibson 22' - Sainz 69' | Sân vận động: Anfield Lượng khán giả: 57,334 Trọng tài: Samuel Barrott |  |

| 28 tháng 1 năm 2024 | Newport County (4)          | 2–4      | Manchester United (1)                                    | Newport                                                                  |  |
| 16:30 GMT           | - Morris 36' - W. Evans 47' | Chi tiết | - Fernandes 7' - Mainoo 13' - Antony 68' - Højlund 90+4' | Sân vận động: Rodney Parade Lượng khán giả: 9,086 Trọng tài: David Coote |  |

| 29 tháng 1 năm 2024 | Blackburn Rovers (2)                                 | 4–1      | Wrexham (4)  | Blackburn                                                                |  |
| 19:30 GMT           | - Szmodics 32', 45+1' - Gallagher 34' - Tronstad 59' | Chi tiết | - Cannon 19' | Sân vận động: Ewood Park Lượng khán giả: 18,169 Trọng tài: Andrew Madley |  |

## Vòng 5
Lễ bốc thăm cho vòng 5 được tổ chức vào ngày 28 tháng 1 năm 2024. Vòng đấu bao gồm Maidstone United từ hạng sáu, đội có thứ hạng thấp nhất còn lại trong giải đấu và là đội đầu tiên nằm ngoài năm giải đấu hàng đầu lọt vào vòng 16 đội kể từ sau Blyth Spartans ở mùa giải 1977–78.
| Premier League | EFL Championship | EFL League One | EFL League Two | Non-League | Tổng cộng |
| -------------- | ---------------- | -------------- | -------------- | ---------- | --------- |
| 10 / 20        | 5 / 24           | 0 / 24         | 0 / 24         | 1 / 32     | 16 / 124  |

| 26 tháng 2 năm 2024 | Coventry City (2)                         | 5–0      | Maidstone United (6) | Coventry                                                                                          |  |
| 19:45 GMT           | - Simms 9', 14', 35' - Tavares 88', 90+1' | Chi tiết |                      | Sân vận động: Coventry Building Society Arena Lượng khán giả: 26,857 Trọng tài: Michael Salisbury |  |

| 27 tháng 2 năm 2024 | AFC Bournemouth (1) | 0–1 (s.h.p.) | Leicester City (2) | Bournemouth                                                             |  |
| 19:30 GMT           |                     | Chi tiết     | - Fatawu 105'      | Sân vận động: Dean Court Lượng khán giả: 10,872 Trọng tài: Paul Tierney |  |

| 27 tháng 2 năm 2024                               | Blackburn Rovers (2) | 1–1 (s.h.p.) (3–4 p)                                   | Newcastle United (1) | Blackburn                                                                 |  |
| 19:45 GMT                                         | - Szmodics 79'       | Chi tiết                                               | - Gordon 71'         | Sân vận động: Ewood Park Lượng khán giả: 22,730 Trọng tài: Jarred Gillett |  |
|                                                   |                      | Loạt sút luân lưu                                      |                      |                                                                           |  |
| - Szmodics - Brittain - Sigurðsson - Ayari - Hyam |                      | - Schär - Barnes - Bruno Guimarães - Anderson - Gordon |                      |                                                                           |  |

| 27 tháng 2 năm 2024 | Luton Town (1)   | 2–6      | Manchester City (1)                            | Luton                                                                          |  |
| 20:00 GMT           | - Clark 45', 52' | Chi tiết | - Haaland 3', 18', 40', 55', 58' - Kovačić 72' | Sân vận động: Kenilworth Road Lượng khán giả: 11,163 Trọng tài: Anthony Taylor |  |

| 28 tháng 2 năm 2024 | Chelsea (1)                                | 3–2      | Leeds United (2) | Fulham                                                                      |  |
| 19:30 GMT           | - Jackson 15' - Mudryk 37' - Gallagher 90' | Chi tiết | - Joseph 8', 59' | Sân vận động: Stamford Bridge Lượng khán giả: 37,892 Trọng tài: David Coote |  |

| 28 tháng 2 năm 2024 | Nottingham Forest (1) | 0–1      | Manchester United (1) | West Bridgford                                                             |  |
| 19:45 GMT           |                       | Chi tiết | - Casemiro 89'        | Sân vận động: City Ground Lượng khán giả: 28,665 Trọng tài: Chris Kavanagh |  |

| 28 tháng 2 năm 2024 | Wolverhampton Wanderers (1) | 1–0      | Brighton & Hove Albion (1) | Wolverhampton                                                                  |  |
| 19:45 GMT           | - M. Lemina 2'              | Chi tiết |                            | Sân vận động: Molineux Stadium Lượng khán giả: 23,822 Trọng tài: Andrew Madley |  |

| 28 tháng 2 năm 2024 | Liverpool (1)                 | 3–0      | Southampton (2) | Liverpool                                                            |  |
| 20:00 GMT           | - Koumas 44' - Danns 73', 88' | Chi tiết |                 | Sân vận động: Anfield Lượng khán giả: 59,782 Trọng tài: Craig Pawson |  |

## Tứ kết
Lễ bốc thăm cho vòng tứ kết được tổ chức vào ngày 28 tháng 2 năm 2024. Vòng đấu bao gồm các đội đến từ giải Championship là Coventry City và Leicester City, những đội có thứ hạng thấp nhất còn lại trong giải đấu.
| Premier League | EFL Championship | EFL League One | EFL League Two | Non-League | Tổng cộng |
| -------------- | ---------------- | -------------- | -------------- | ---------- | --------- |
| 6 / 20         | 2 / 24           | 0 / 24         | 0 / 24         | 0 / 32     | 8 / 124   |

| 16 tháng 3 năm 2024 | Wolverhampton Wanderers (1)    | 2–3      | Coventry City (2)                  | Wolverhampton                                                                   |  |
| 12:15 GMT           | - Aït-Nouri 83' - H. Bueno 88' | Chi tiết | - Simms 53', 90+7' - Wright 90+10' | Sân vận động: Molineux Stadium Lượng khán giả: 31,262 Trọng tài: Samuel Barrott |  |

| 16 tháng 3 năm 2024 | Manchester City (1) | 2–0      | Newcastle United (1) | Manchester                                                                              |  |
| 17:30 GMT           | - Silva 13', 31'    | Chi tiết |                      | Sân vận động: City of Manchester Stadium Lượng khán giả: 52,126 Trọng tài: Simon Hooper |  |

| 17 tháng 3 năm 2024 | Chelsea (1)                                                        | 4–2      | Leicester City (2)                 | Fulham                                                                        |  |
| 12:45 GMT           | - Cucurella 13' - Palmer 45+1' - Chukwuemeka 90+2' - Madueke 90+8' | Chi tiết | - Disasi 51' (l.n.) - Mavididi 62' | Sân vận động: Stamford Bridge Lượng khán giả: 39,589 Trọng tài: Andrew Madley |  |

| 17 tháng 3 năm 2024 | Manchester United (1)                                      | 4–3 (s.h.p.) | Liverpool (1)                                   | Trafford                                                                 |  |
| 15:30 GMT           | - McTominay 10' - Antony 87' - Rashford 112' - Amad 120+1' | Chi tiết     | - Mac Allister 44' - Salah 45+2' - Elliott 105' | Sân vận động: Old Trafford Lượng khán giả: 72,291 Trọng tài: John Brooks |  |

## Bán kết
Lễ bốc thăm cho vòng bán kết được tổ chức vào ngày 17 tháng 3 năm 2024, sau trận tứ kết giữa Manchester United và Liverpool. Vòng đấu có sự tham gia của câu lạc bộ Championship Coventry City, đội duy nhất không thuộc hạng đấu cao nhất còn thi đấu trong giải.
Manchester United đã nới rộng kỷ lục nước Anh với lần thứ 32 góp mặt ở vòng bán kết Cúp FA và là mùa giải thứ hai liên tiếp, sau khi vượt qua Brighton & Hove Albion trên chấm phạt đền ở mùa giải trước. Manchester City lần thứ sáu liên tiếp lọt vào bán kết FA Cup, cũng là một kỷ lục của nước Anh; họ đã thắng hai và thua ba trong năm lần tham dự trước đó.
| Premier League | EFL Championship | EFL League One | EFL League Two | Non-League | Tổng cộng |
| -------------- | ---------------- | -------------- | -------------- | ---------- | --------- |
| 3 / 20         | 1 / 24           | 0 / 24         | 0 / 24         | 0 / 32     | 4 / 124   |

| 20 tháng 4 năm 2024 | Manchester City (1) | 1–0      | Chelsea (1) | Wembley                                                                             |  |
| 17:15 BST           | - Silva 84'         | Chi tiết |             | Sân vận động: Sân vận động Wembley Lượng khán giả: 80,902 Trọng tài: Michael Oliver |  |

| 21 tháng 4 nàm 2024 | Coventry City (2)                               | 3–3      | Manchester United (1)                           | Wembley                                                                           |  |
| 15:30 BST           | - Simms 71' - O'Hare 79' - Wright 90+5' (ph.đ.) | Chi tiết | - McTominay 23' - Maguire 45+1' - Fernandes 58' | Sân vận động: Sân vận động Wembley Lượng khán giả: 83,672 Trọng tài: Robert Jones |  |

## Chung kết
Trận chung kết được tổ chức vào ngày 25 tháng 5 năm 2024 trên sân vận động Wembley.
| Manchester City | 1–2      | Manchester United           |
| --------------- | -------- | --------------------------- |
| - Doku 87'      | Chi tiết | - Garnacho 30' - Mainoo 39' |

## Cầu thủ ghi bàn hàng đầu
Với 10 bàn thắng ghi được tính từ vòng sơ loại bổ sung đến trận chung kết, cầu thủ Jonathan ‘JJ’ Lacey của Biggleswade Town đã được trao giải thưởng Quả bóng vàng Cúp FA dành cho vua phá lưới của mùa giải.
| Vị trí | Cầu thủ             | Câu lạc bộ             | Bàn thắng |
| ------ | ------------------- | ---------------------- | --------- |
| 1      | Ellis Simms         | Coventry City          | 6         |
| 1      | Sammie Szmodics     | Blackburn Rovers       | 6         |
| 3      | Erling Haaland      | Manchester City        | 5         |
| 3      | João Pedro          | Brighton & Hove Albion | 5         |
| 5      | Callum O'Hare       | Coventry City          | 4         |
| 5      | Kyle Wootton        | Stockport County       | 4         |
| 7      | Ali Al-Hamadi       | AFC Wimbledon          | 3         |
| 7      | Jack Barham         | Aldershot Town         | 3         |
| 7      | Billy Bodin         | Oxford United          | 3         |
| 7      | Jón Daði Böðvarsson | Bolton Wanderers       | 3         |
| 7      | Ryan Bowman         | Shrewsbury Town        | 3         |
| 7      | Sam Corne           | Maidstone United       | 3         |
| 7      | Bruno Fernandes     | Manchester United      | 3         |
| 7      | Chris Maguire       | Eastleigh              | 3         |
| 7      | Sékou Mara          | Southampton            | 3         |
| 7      | Paul McCallum       | Eastleigh              | 3         |
| 7      | Shane McLoughlin    | Newport County         | 3         |
| 7      | William Osula       | Sheffield United       | 3         |
| 7      | Jamie Reid          | Stevenage              | 3         |
| 7      | Aaron Rowe          | Crewe Alexandra        | 3         |
| 7      | Bernardo Silva      | Manchester City        | 3         |
| 7      | Josh Stokes         | Aldershot Town         | 3         |
| 7      | Haji Wright         | Coventry City          | 3         |

## Truyền hình
Cả BBC Sport và ITV Sport đều phát sóng các trận đấu tại Cúp FA cho đến mùa giải 2025–26.
| Đài truyền hình | Tóm tắt |
| --------------- | --- |
| BBC Sport       | 18 trận đấu trực tiếp mỗi mùa, với bản tóm tắt diễn biến của FA Community Shield. BBC Sport có quyền lưạ chọn thứ hai và thứ ba các trận đấu ở vòng hai, vòng bốn và vòng tứ kết, cũng như quyền lựa chọn trận thứ nhất và thứ tư ở vòng một, vòng ba và vòng năm, cũng như lượt chọn đầu tiên của trận bán kết. |
| ITV Sport       | Ít nhất 20 trận đấu trực tiếp mỗi mùa, cộng với việc phát sóng trực tiếp FA Community Shield. ITV có quyền lựa chọn đầu tiên và thứ tư các trận đấu ở vòng hai, vòng bốn và vòng tứ kết, cũng như quyền lựa chọn thứ hai và thứ ba cho vòng một, vòng ba và vòng năm và lượt chọn thứ hai của vòng bán kết.      |

Tại Việt Nam, giải đấu được phát sóng trực tiếp trên FPT Play và MyTV.